# Johannes Rabe (Maler)
Johannes Rabe (* 21. Juli 1821 in Charlottenburg; † 1. Februar 1894 ebenda) war ein deutscher Maler.

## Leben
Rabe stammte aus einer Malerfamilie und war ein Sohn des Malers und Zeichenlehrers am preußischen Hof (Johannes) Wilhelm Rabe (1779–1859) und seiner Frau Sophie (geborene Schuster). Seine Brüder Robert (1825–1888) und Theodor (1822–1890) wurden ebenfalls Maler, ebenso sein Cousin Edmund Rabe. Sein Onkel war der Schlossbaumeister Martin Friedrich Rabe.
1843 und 1847 begleitete er den Prinzen Albrecht von Preußen (1809–1872) auf dessen Reisen nach Griechenland und den Vorderen Orient. Nach seiner Rückkehr nach Berlin war er vor allem als Architektur- und Landschaftsmaler tätig. Zu einem unbekannten Zeitpunkt erhielt er das Prädikat Hofmaler. Seine Interieurs erlauben eine Vorstellung von heute nicht mehr existierenden Räumen wie im Prinz-Albrecht-Palais. In der Aquarellsammlung aus dem Nachlass der Königin Elisabeth von Preußen in der Graphischen Sammlung der Stiftung Preußische Schlösser und Gärten Berlin-Brandenburg sind über 50 vorwiegend in Bleistift ausgeführte Zeichnungen von Rabe vorhanden, die vor allem Bauten in Potsdam und dessen Umgebung zeigen, dazu Ansichten aus Berlin. Rabe war seit dem 21. März 1892 Mitglied des Ex-libris-Vereins zu Berlin und wohnte 1893 in der Hardenbergstraße 42.

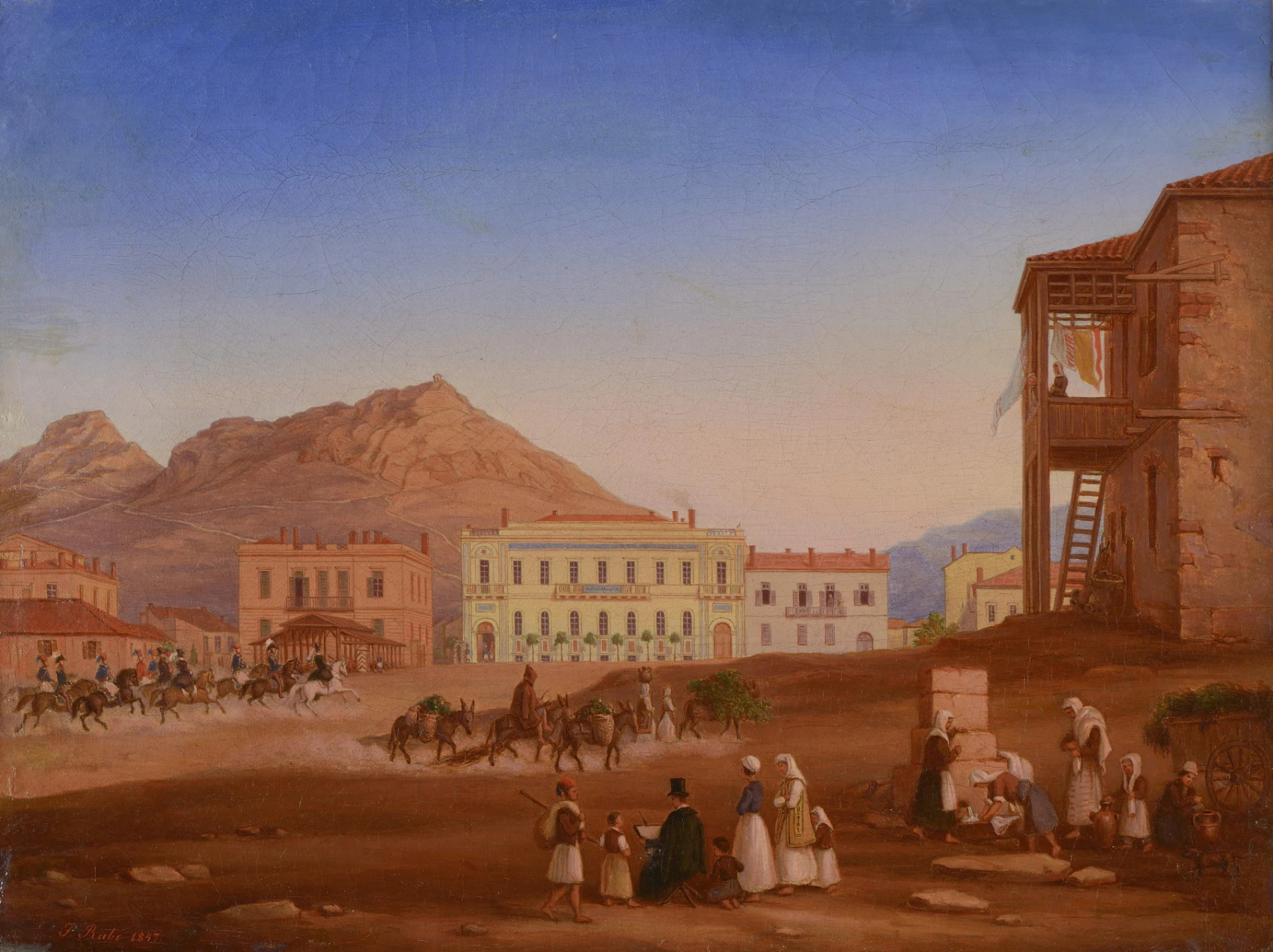
Athen, Plateia Loudovicou, heute Plateia Kotzia (1847)
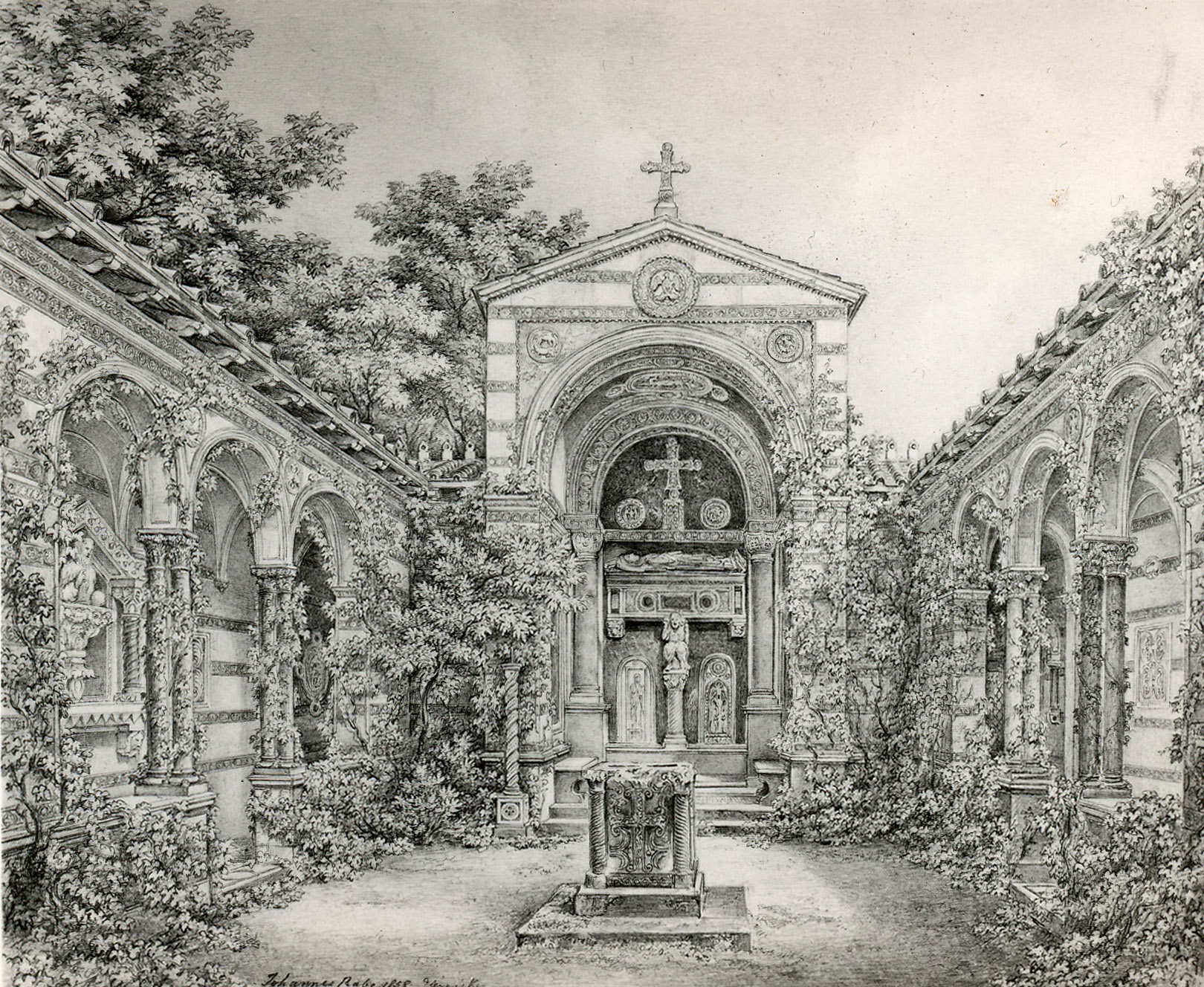
Klosterhof Glienicke (um 1850)
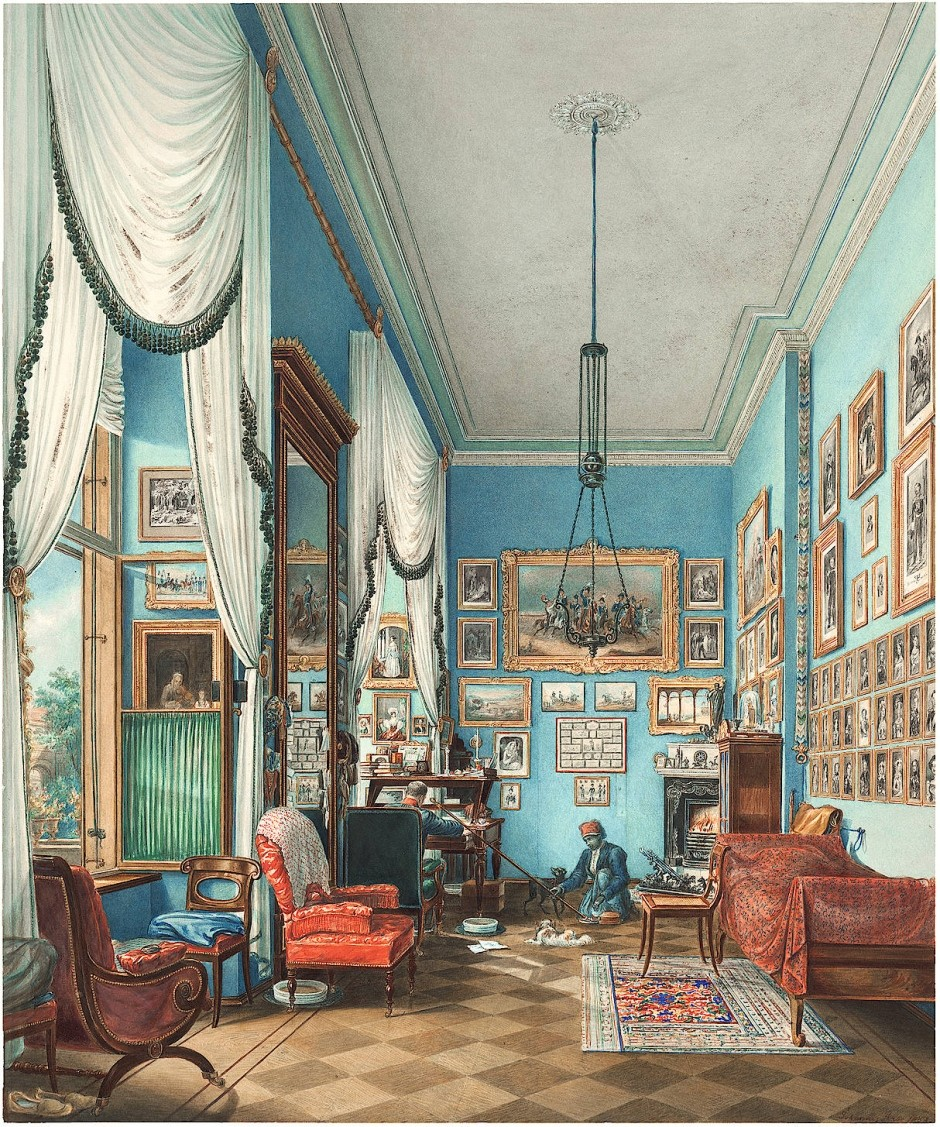
Prinz Albrecht in seinem Arbeitszimmer (1853)